# Elatostema stenophyllum
Elatostema stenophyllum är en nässelväxtart som beskrevs av Elmer Drew Merrill. Elatostema stenophyllum ingår i släktet Elatostema och familjen nässelväxter. Inga underarter finns listade i Catalogue of Life.